# Bucculatrix ericameriae
Bucculatrix ericameriae är en fjärilsart som beskrevs av Braun 1963. Bucculatrix ericameriae ingår i släktet Bucculatrix och familjen kronmalar. Inga underarter finns listade i Catalogue of Life.